# Svemu dodje kraj
Pour plus de détails, voir Fiche technique et Distribution.
Svemu dodje kraj est un film dramatique policier sorti en 2024 réalisé par Rajko Grlić. L'écrivain croate Ante Tomić a signé le scénario avec Grlić.
La production internationale est partagée entre le studio croate Interfilm, le studio bulgare RRF International, le studio bosnien Oktavijan, le studio turc Saudade film, le studio serbe West End Production et le studio monténégrin ABHO.
Le film a été inspiré du roman de Miroslav Krleža Je ne joue plus (Na rubu pameti), paru en 1938,.
La première mondiale du film a eu lieu au 71e Festival du film de Pula le 11 juillet 2024. Le film sortira en salles le 26 septembre 2024.

## Synopsis
L'avocat à succès de Zagreb, Maks Pinter (Živko Anočić), se heurte à un puissant client Dinko Horvat (Isaković), l'un des entrepreneurs croates les plus riches du pays. À cause de ce conflit, il perd tout, mais il refuse de renoncer. Avec l'amour de sa jeunesse, Nina Štefančić (Jelena Đokić) et d'anciens employés privés de leurs droits, dirigé par une représentante syndicale (Ksenija Marinković), il se lance dans une campagne de représailles. D’un autre côté, personne dans cette histoire n’est complètement innocent.

## Fiche technique
- Titre original croate : Svemu dodje kraj ou Svemu dođe kraj[5] (litt. « C'est ici que tout finit »)
- Titre serbe : Само једном се љуби
- Réalisation : Rajko Grlić
- Scénario : Rajko Grlić, Ante Tomić, d'après le roman Je ne joue plus (Na rubu pameti) de Miroslav Krleža, paru en 1938.
- Photographie : Branko Linta
- Montage : Tomislav Pavlić
- Musique : Duke Bojadžijev
- Décors : Željka Burić
- Production : Ivan Maloča, Stefan Kitanov, Uliks Fehmiu, Ivan Đurović, Elena Staniševa, Slaven Knezović, Emir Külal Haznevi, Mike Downey
- Société de production :  Interfilm, RRF International, Oktavijan, Saudade film, West End Production, ABHO
- Pays de production :  Croatie -  Bulgarie -  Bosnie-Herzégovine -  Turquie -  Serbie -  Monténégro
- Langue originale : croate
- Format : couleurs
- Genre : Drame policier
- Durée : 89 minutes
- Dates de sortie :
  - Croatie : 11 juillet 2024 (Festival du film de Pula) ; 26 septembre 2024 (sortie nationale)

## Distribution
- Živko Anočić (hr) : Maks Pinter, un avocat de Zagreb
- Jelena Djokić : Nina Štefančić
- Boris Isaković : Dinko Horvat, le client de Pinter
- Janko Popović Volarić
- Emir Hadžihafizbegović
- Srđan Grahovac
- Katarina Bistrović-Darvaš
- Ksenija Marinković : représentante syndicale
- Marina Redžepović
- Anjela Nedyalkova
- Anita Schmit
- Doris Šarić-Kukuljica
- Siniša Ružić
- Dejan Đonković